# Palacio Polanco
El Palacio Polanco es una lujosa mansión ubicada en el barrio El Almendral de la ciudad chilena de Valparaíso. Fue construido en 1903 por orden del comerciante chileno Benigno Polanco Humeres para uso residencial, y desde 1942 es utilizado por la prefectura de Carabineros de Valparaíso.
Se trata del único vestigio de los palacios construidos en la ciudad durante el siglo xix en tierras ganadas al mar, en el período de auge económico e industrial de Valparaíso. Todos los demás palacios de esa época ubicados en El Almendral fueron destruidos por el catastrófico terremoto de 1906. El edificio resultó afectado por el terremoto de 2010, y desde entonces estuvo abandonado hasta 2016, cuando comenzó su restauración. Por todo lo anterior, es considerado un inmueble de alto valor urbanístico, arquitectónico e histórico. Actualmente es considerado un Inmueble de Conservación Histórica.

## Historia

### Palacio residencial (1903-1906)
A comienzos del siglo XX, el comerciante chileno Benigno Polanco Humeres mandó a construir su lujosa residencia en el barrio El Almendral de Valparaíso, específicamente en la intersección de la actual calle Las Heras con la naciente Avenida Brasil, bautizada así en 1897, en reemplazo de su antiguo nombre de Gran Avenida. Este barrio, construido en tierras ganadas al mar, desde los años 1860 había comenzado a ser un sector atractivo para que familias adineradas construyeran allí sus mansiones. La edificación comenzó a construirse en 1901 y se terminó en 1903.
El edificio soportó en dicho barrio el terremoto de Valparaíso de 1906, que dejó a gran parte de la ciudad destruida. 

### Prefectura policial (1912-1942)

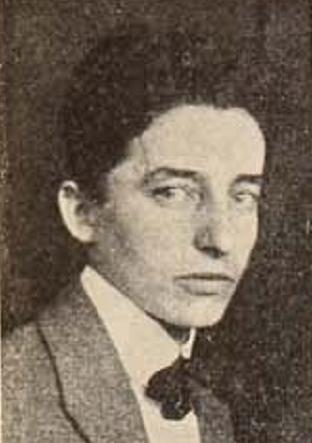
Camilo Mori inició una relación con Maruja Vargas hacia 1918, cuando esta residía en el Palacio Polanco.

Luego del terremoto de 1906, el edificio fue entregado a la Prefectura de Policía Fiscal de Valparaíso, que debido a la pérdida de dos de sus comisarías, había tenido que improvisar su cuartel general en la Plaza Victoria.
Las familias adineradas que perdieron sus viviendas se comenzaron a trasladar a la ciudad contigua de Viña del Mar. Con el tiempo, el sector fue perdiendo su prestigio adquirido y comenzó a transformarse en un sector comercial e industrial.
El presidente Ramón Barros Luco adquirió definitivamente la propiedad en abril de 1912, para destinarla a la prefectura policial. Así, la mansión se convirtió además en la residencia estable del general Vargas, prefecto policial de la época, y su familia, entre la que se encontraba su hija Maruja Vargas (1901-2005), quien alrededor de 1918, a sus 17 años de edad, inició allí una prolífica relación sentimental con el famoso pintor Camilo Mori Serrano, pese a las oposiciones de su padre.

### Carabineros de Chile (actualidad)

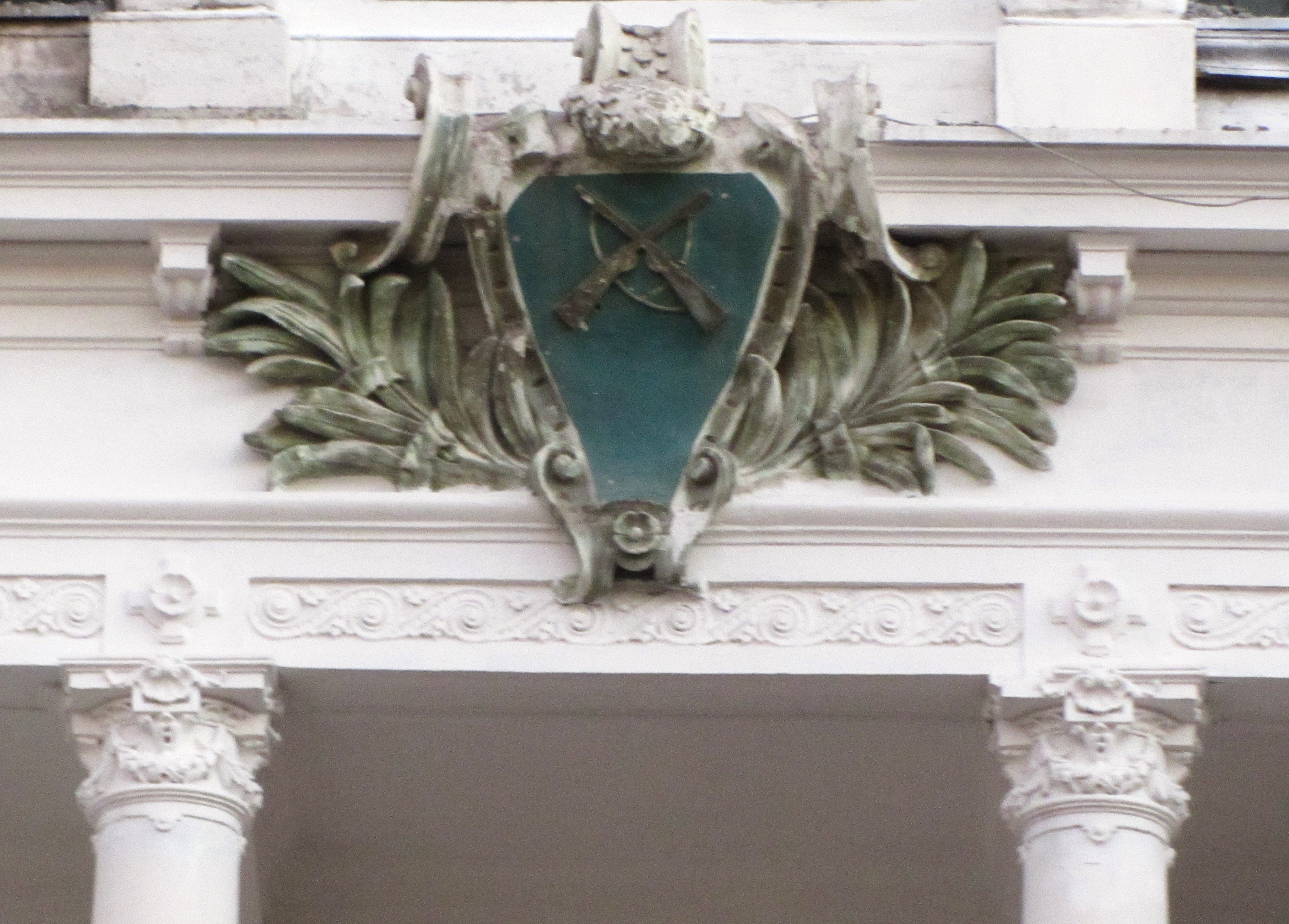
Detalle del escudo de Carabineros de Chile en el frontis del edificio.

En 1942, el edificio pasó a manos de la prefectura de Carabineros de Valparaíso, y en 1986 se convirtió en el casino de oficiales de la misma institución.
El 27 de febrero de 2010, el edificio resultó dañado por el fuerte terremoto que azotó a varias regiones del país, tras lo cual debió ser desalojado. A fines de 2011, la Dirección de Bienestar de Carabineros elaboró una licitación para su restauración integral, con un costo de $600 millones de pesos de la época, pero el proceso fue detenido por objeciones de la Contraloría General de la República. El edificio se mantuvo abandonado durante cuatro años, siendo víctima de vandalismos y saqueos de colgantes y elementos de bronce, hasta que en 2014 se dispuso de vigilancia policial y se consiguió a fines de ese año licitar su restauración. La restauración, a cargo de la empresa Ariel Nuñez, comenzó a mediados de 2016, con una inversión de $640 millones de pesos y un plazo estipulado de 270 días.

## Características

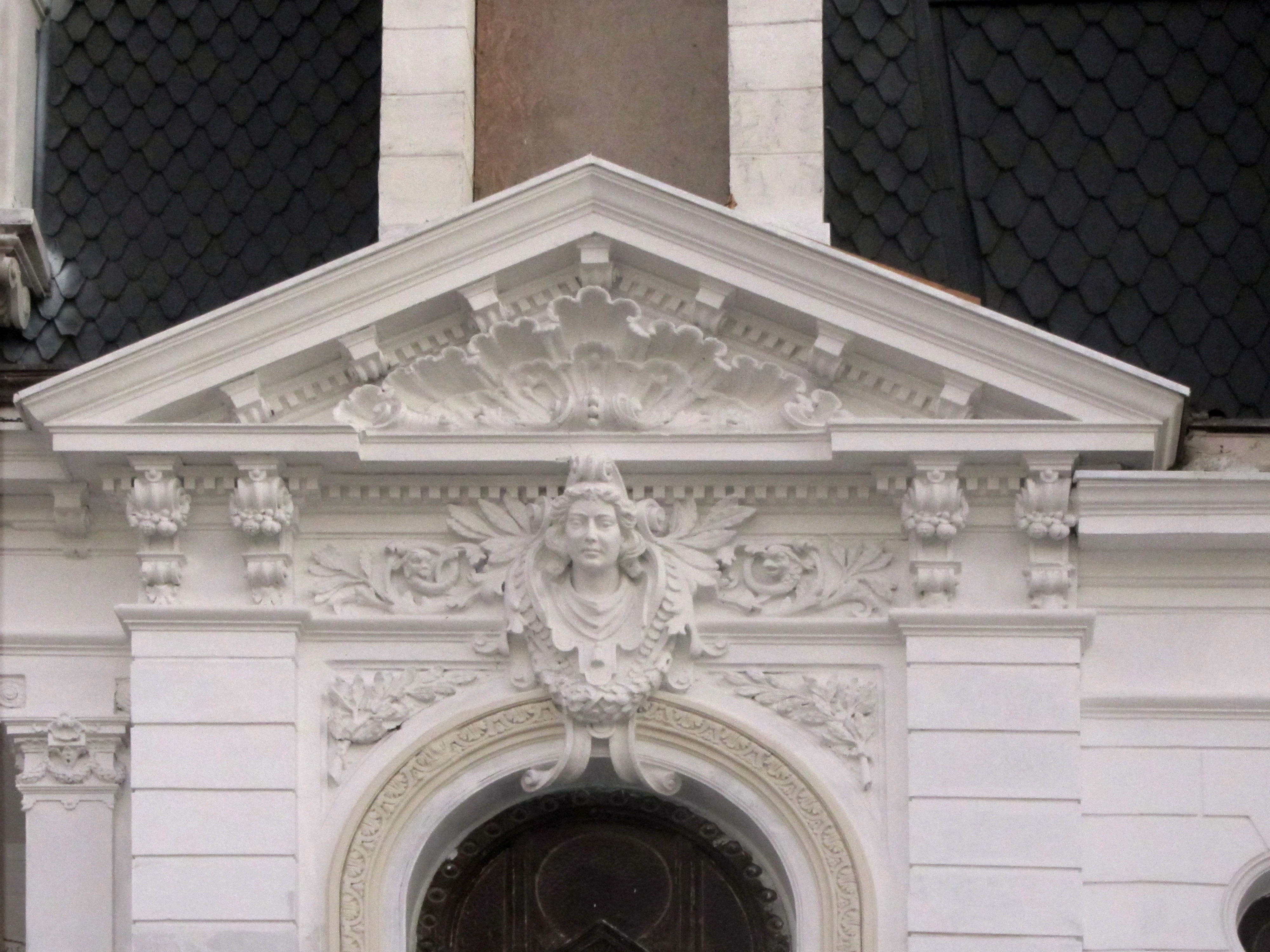
Detalle de uno de los relieves en el frontis, en 2017.

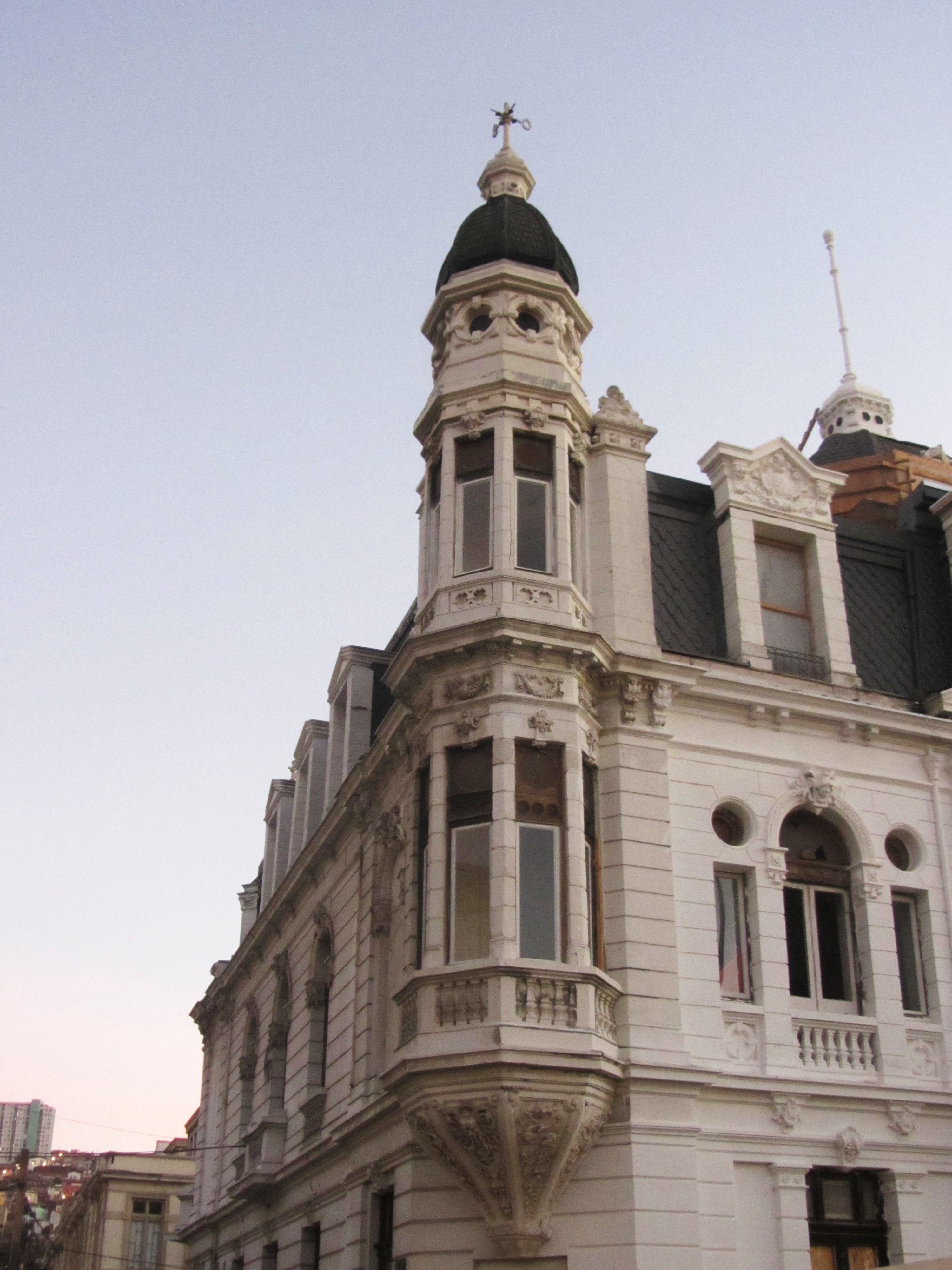
Detalle de la torre del Palacio, en 2017.

Este es el único vestigio de los lujosos palacios construidos en Valparaíso durante el siglo XIX en tierras ganadas al mar. La destrucción de los demás edificios se debió en parte a los rellenos y terreno arenosos sobre los cuales se construyeron todos los inmuebles de esta zona. Desde el punto de vista urbanístico, la construcción destaca por su volumetría, y actualmente forma parte destacada de un conjunto de edificaciones homogéneas en el barrio El Almendral de gran valor patrimonial.
El edificio posee una superficie de 1862 metros cuadrados construidos, sobre un terreno de 780 metros cuadrados. Su estructura de albañilería está cubierta por una fachada de estuco, coronada por una techumbre de acero galvanizado y con elementos adicionales de yeso y madera.
Se trata de un importante referente del historicismo ecléctico tardío, con acentuados elementos neobarrocos que le aportan una gran calidad estética y arquitectónica. Su rica ornamentación exterior está conformada por salientes, pórticos, barandas y elementos que emulan fustas y capiteles. Su cornisamento superior presenta tímpanos y mansarda. Además posee una cúpula central, y en su esquina que da a la intersección de las calles, un volumen adosado rematado por un vistoso torreón.
La edificación se compone de 3 plantas y un sótano, en los que se distribuyen 6 salones, 16 habitaciones y 6 suites. En la planta baja se encuentra la cocina, además de un bar y un salón de baile.